# The Surfers
The Surfers was een Haarlemse popgroep die bestond van 1978 tot 1981. De groep was een studioproject van Jaap Eggermont en de leden van Catapult en het voornaamste thema was Windsurfen. De liedjes werden ingezongen door studiozangers, maar voor de televisie werd een podiumact gecreëerd (vaak playback) met als leadzanger Nico Fontijn, samen met drie zangers en drie zangeressen. De groep is vooral bekend van de hit Windsurfin' uit 1978.

## Biografie
Eind jaren 1970-1979 werd het windsurfen over de hele wereld een rage. Willem van Kooten (uitgever), de mannen van Catapult en producer Jaap Eggermont leek het in 1978 een leuk en commercieel idee een liedje te schrijven over deze nieuwe rage: Windsurfin'. De groep Catapult had net de single Zuipen uitgebracht. Omdat het in het Leids dialect gezongen nummer niet binnen het repertoire van de groep paste, werd het nummer uitgebracht onder de naam Rubberen Robbie. Zo werden andere nummers die niet geschikt voor hun eigen repertoire werden geacht, geschreven voor nieuw gecreëerde groepen. Voor het samen met Jaap Eggermont geschreven Windsurfin'  werd onder leiding van manager Han Meijer  de groep The Surfers bedacht. Het nummer werd in de studio ingezongen door o.m. Ed van Toorenburg, Bart van Schoonhoven (Beide uit de groep Breeze), André Sommer (Sommerset)  en de drie zusjes Crooks die eerder een hit hadden onder de naam The Internationals. Als podiumact werden echter zeven personen bij elkaar gezocht om het nummer op televisie en tijdens optredens te playbacken. De frontman van de groep werd de Zaandijker Nico Fontijn en hij werd bijgestaan door Paul Braaksma, Iwan Groeneveld, Patrick Elalouf en de drie danseressen Esther Oosterbeek, Marijke Meyer en Cathy Leonupun. Van dit zevental had Groeneveld al landelijke bekendheid onder de naam Spooky (van Spooky & Sue).
Zowel in Nederland als Vlaanderen bereikte  Windsurfin'  de tweede plaats in de hitparade. In beide landen werd het van de eerste plaats gehouden door You're the one that I want van John Travolta & Olivia Newton-John. In Nederland werden van de single zo'n 200.000 exemplaren verkocht. Ook in de rest van het Europese vasteland werd het nummer een zomerhit. Zo was het nummer ook populair in onder andere West-Duitsland, Polen, Frankrijk en Denemarken. Voor optredens werd er nog een aantal nummers bijgeschreven die net als  Windsurfin'  in de stijl van The Beach Boys waren en er werden ook nummers van andere artiesten en medleys ingestudeerd. Door veel optredens in het buitenland duurde het tot de volgende zomer voordat de opvolger verscheen. Dat was het nummer Windsurfing-time again, dat veel weg had van hun debuutsingle. The Surfers konden het succes ervan echter niet evenaren en de single werd een top 20-hit.
In de lente van 1980 verscheen hun zomerhit voor dat jaar Girls on the beach. The Surfers bestond toen nog maar uit vijf personen. Elalouf en Oosterbeek, die het te druk kreeg als lid van de Dolly Dots, hadden de groep verlaten. De single strandde in de tipparade. In 1981 maakten The Surfers hun vierde en laatste single Let's go surfing, dat weer heel veel leek op hun eerste twee singles. Toen dat nummer flopte, werd besloten de groep op te heffen.

## Bezetting
- Nico Fontijn
- Paul Braaksma
- Iwan Groeneveld (Spooky and Sue)
- Marijke Meyer
- Cathy Leonupun
- Esther Oosterbeek (1978-1979)
- Patrick Elalouf (1978-1979)

## Discografie

### Singles
| Single met eventuele hitnotering(en) in de Nederlandse Top 40 | Datum van verschijnen | Datum van binnenkomst | Hoogste positie | Aantal weken | Opmerkingen                   |
| ------------------------------------------------------------- | --------------------- | --------------------- | --------------- | ------------ | ----------------------------- |
| Windsurfin'                                                   |                       | 1-7-1978              | 2               | 14           | #2 in de Nationale Hitparade  |
| Windsurfing-time again                                        |                       | 14-7-1979             | 17              | 6            | #5 in de Nationale Hitparade  |
| Girls on the beach                                            |                       | 17-5-1980             | tip             |              | #32 in de Nationale Hitparade |

| Single met hitnotering(en) in de Vlaamse Ultratop 50 | Datum van verschijnen | Datum van binnenkomst | Hoogste positie | Aantal weken | Opmerkingen      |
| ---------------------------------------------------- | --------------------- | --------------------- | --------------- | ------------ | ---------------- |
| Windsurfin'                                          |                       | 22-7-1978             | 2               | 12           | in de BRT Top 30 |
| Windsurfing-time again                               |                       | 21-7-1979             | 14              | 8            | in de BRT Top 30 |

### NPO Radio 2 Top 2000
| Nummer met noteringen in de NPO Radio 2 Top 2000 | '00  | '01  |
| ------------------------------------------------ | ---- | ---- |
| Windsurfin'                                      | 1646 | 1828 |

1. ↑  Een vetgedrukt getal geeft de hoogste notering aan.
2. ↑  2000 was het eerste jaar met een notering voor dit nummer.
3. ↑  Deze tabel is bijgewerkt tot en met de laatste editie (2024).